# Elacatinus lori
Elacatinus lori es una especie de pez perciforme de la familia Gobiidae.

## Morfología
Los machos pueden llegar a alcanzar los 4,6 cm de longitud total.

## Distribución geográfica
Se encuentra en el golfo de Honduras.

## Observaciones
Es inofensivo para el hombre.